# Mordellistenoda notialis
Mordellistenoda notialis là một loài bọ cánh cứng trong họ Mordellidae. Loài này được Shiyake miêu tả khoa học năm 1997.